# 티토 잭슨
티토 잭슨(Tito Jackson, 1953년 10월 15일~2024년 9월 15일)은 미국의 음악가로 잭슨 파이브의 멤버다.